# التصويت بالإبهام (جيروم)
التصويت بالإبهام هي لوحة للفنان الفرنسي جان ليون جيروم رسمها عام 1872، تصور اللوحة المتفرجون الرومان يصوتون لصالح المجالدين الفائزين.